# Constanța (stad)

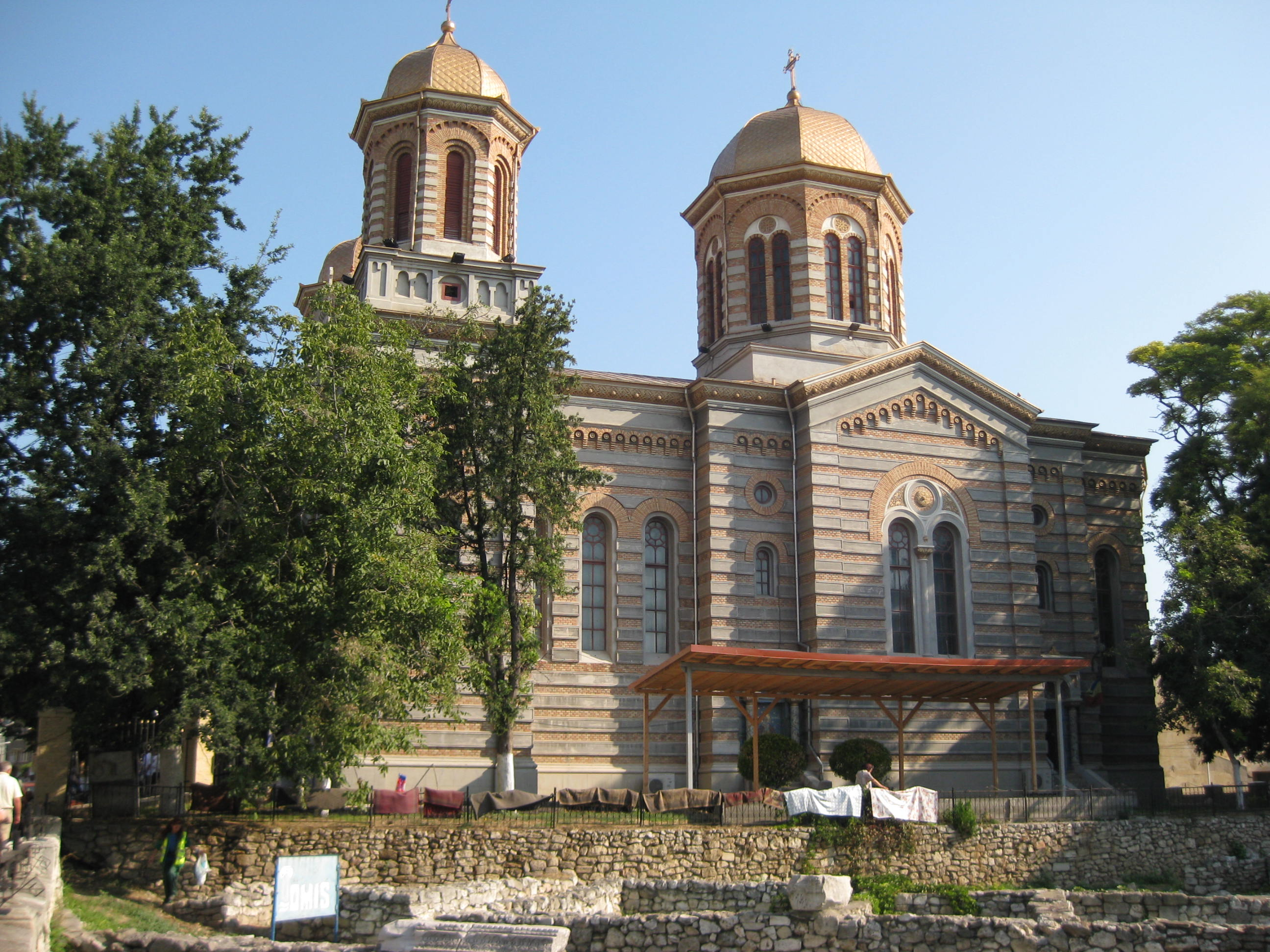
Petrus en Pauluskathedraal met op de voorgrond de opgravingen van de vroegere stad Tomis

Constanța is een stad in Roemenië, aan de Zwarte Zee. De stad telde in 2010 301.221 inwoners. Het is de belangrijkste stad van de Dobroedzja en de hoofdstad van het district (judet) Constanța. Het is de voornaamste havenstad van Roemenië.
Constanța is genoemd naar de zuster van keizer Constantijn de Grote, die Constantia heette. De keizer stichtte de stad vlak bij een oude Griekse nederzetting, Tomi, die vooral bekend is geworden als ballingsoord van de Romeinse dichter Ovidius.
In de directe nabijheid van de stad bevinden zich een internationale luchthaven (Mihail Kogălniceanu International Airport) en een aantal veelbezochte badplaatsen, waarvan Mamaia de bekendste is.

## Demografie
| Jaartal | Bevolking |
| ------- | --------- |
| 1879    | 10.419    |
| 1900    | 13.000    |
| 1910    | 27.000    |
| 1930    | 59.000    |
| 1950    | 80.000    |
| 1970    | 172.000   |
| 1985    | 319.000   |
| 2005    | 310.471   |
| 2007    | 322.231   |
| 2010    | 301.221   |

De belangrijkste bevolkingsgroepen zijn de Roemenen. Minderheden zijn Aroemenen, Roma en Turken.

## Wijken
| - Abator - Anadolchioi - Casa de Cultură - Centru - C.E.T. - Coiciu - Constanța Sud - Energia - Faleză Nord - Faleză Sud - Far | - Gară - Halta Traian - I.C.I.L. - I. C. - Brătianu - Inel I - Inel II - Km. 4 - Km. 4-5 - Km. 5 - Medeea | - Palas - Peninsulă - Pescărie - Port - Tăbăcărie - Tomis I - Tomis II - Tomis III - Tomis IV - Viile Noi - Zona Industrială |

## Sport
FC Farul Constanța is de voetbalclub van Constanța en speelt haar wedstrijden in het Stadionul Farul.

## Galerij

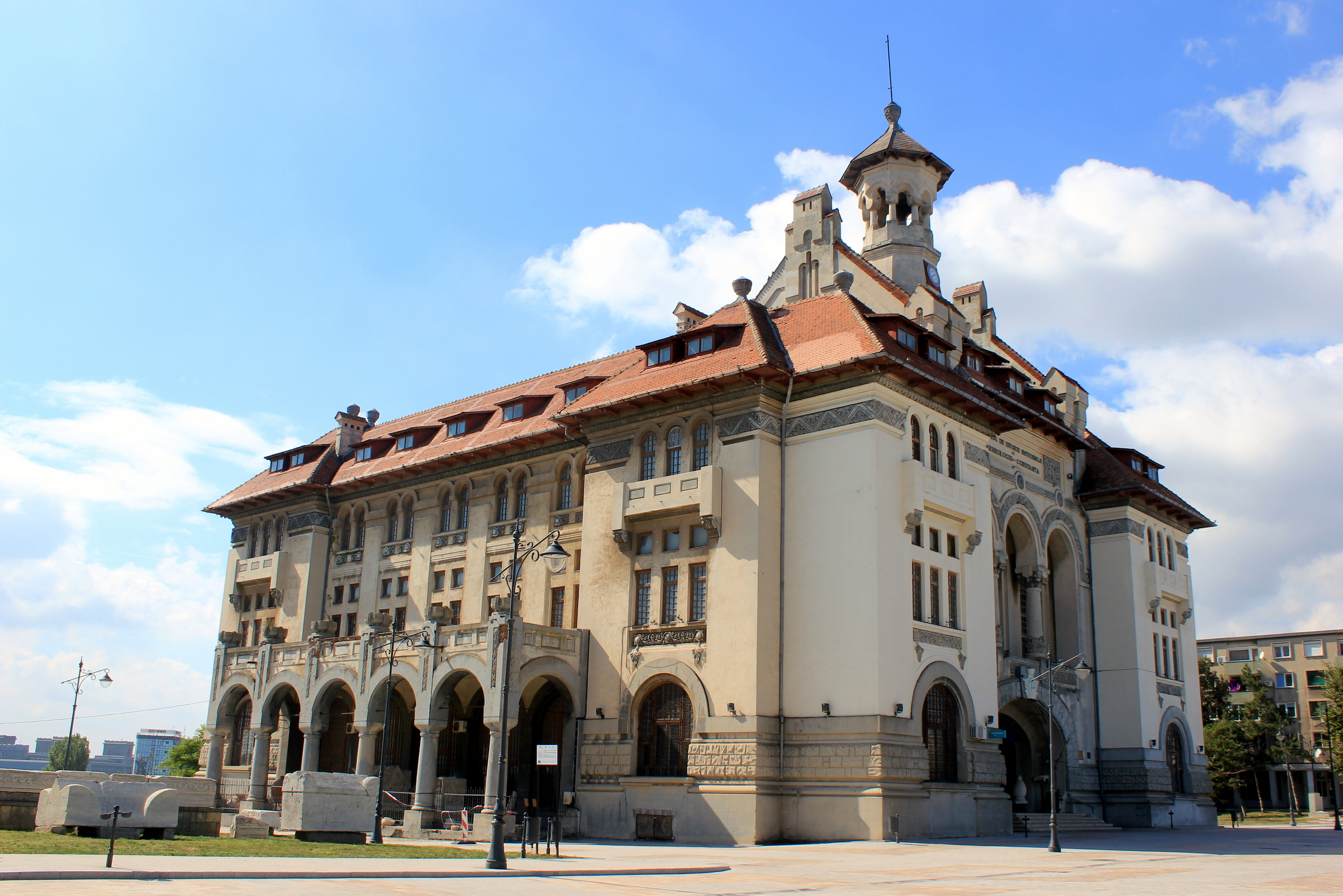
Het Historische en Archeologische museum van Constanta
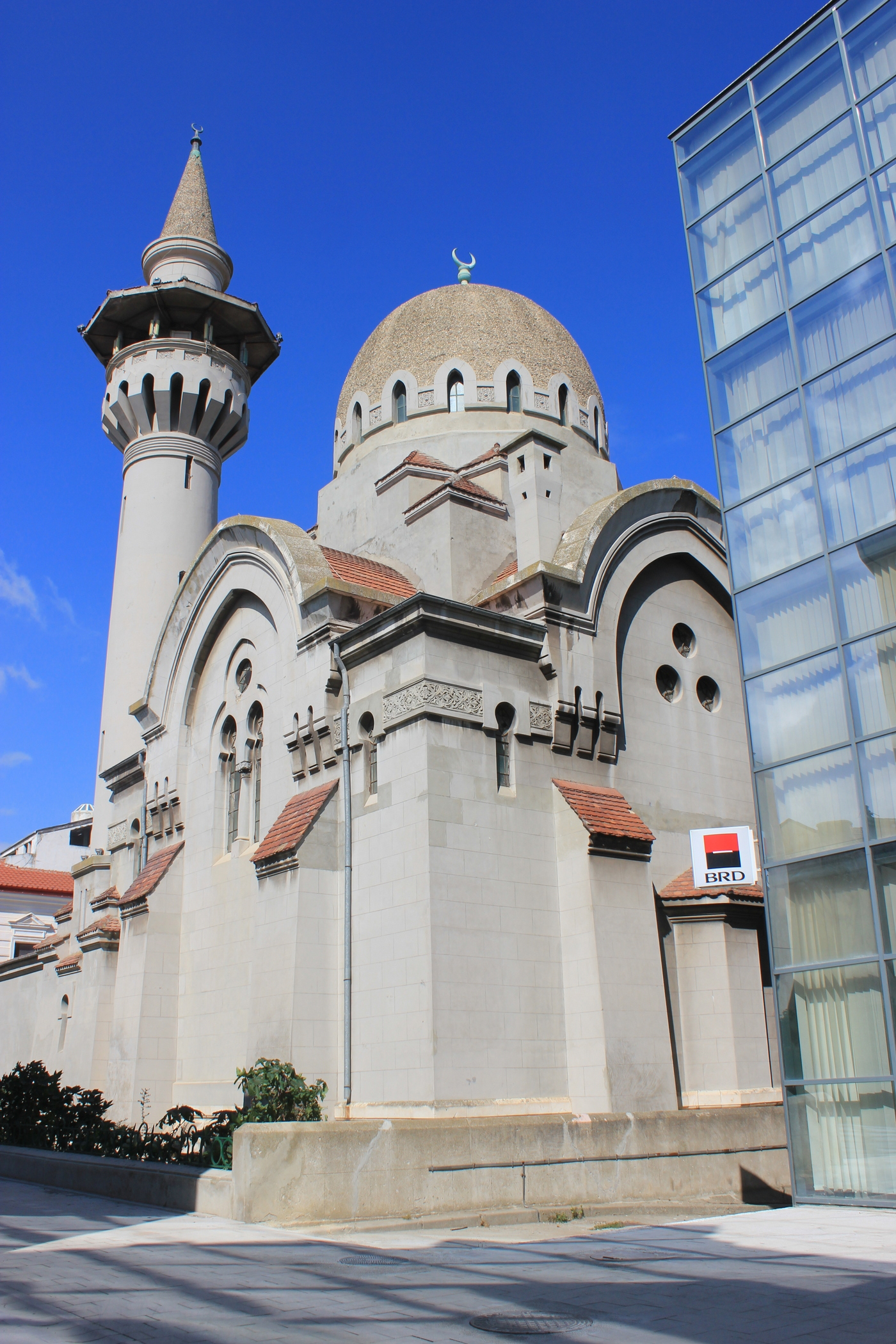
De Grote Moskee van Constanta
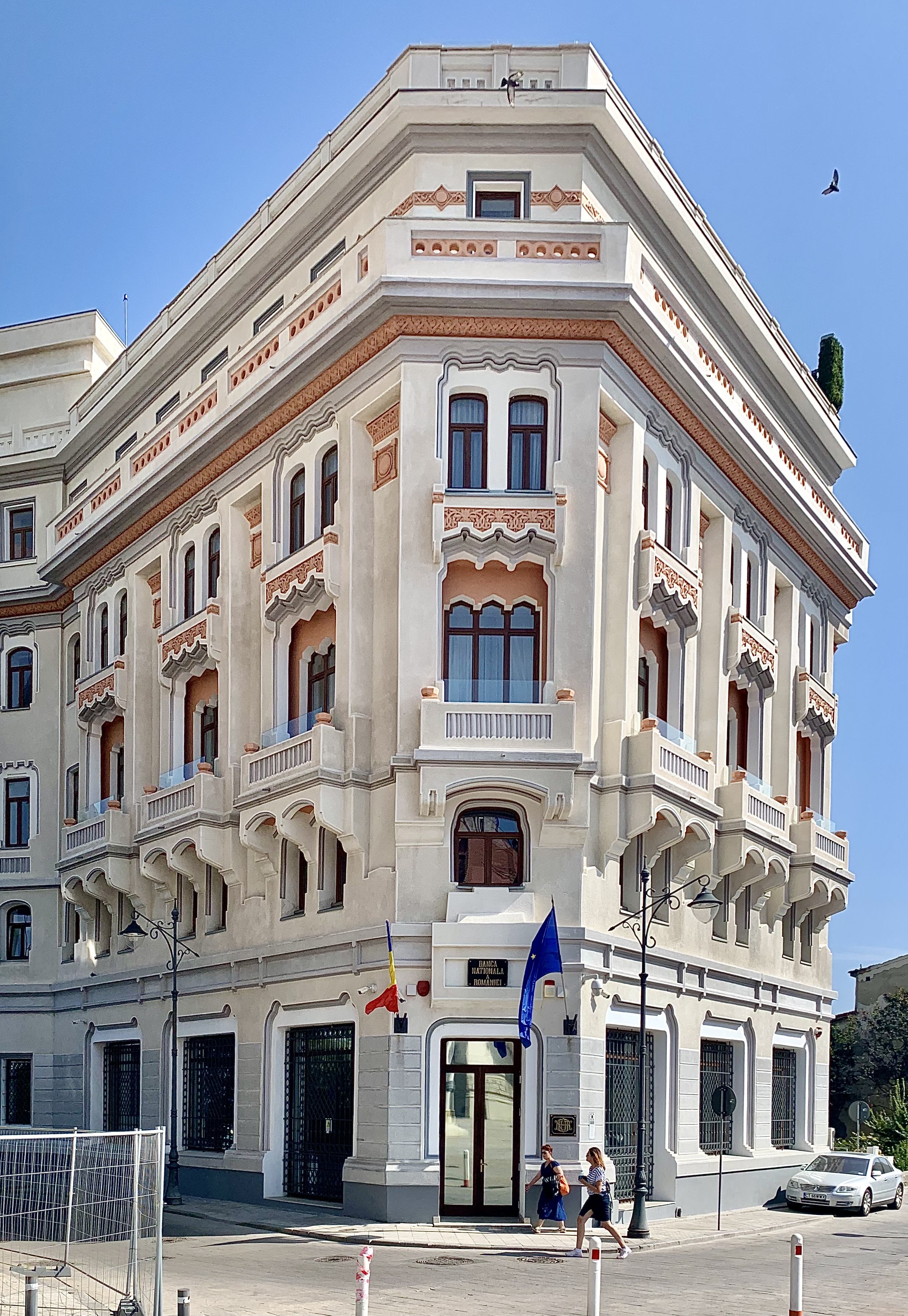
Gebouw in Constanta

## Partnersteden
- Brest (Frankrijk)
- Istanboel (Turkije)
- Rotterdam (Nederland), sinds 1976
- Sulmona (Italië)
- Turku (Finland)
- Yokohama (Japan)

## Geboren
- Răzvan Florea (1980), zwemmer
- Sebastian Stan (1982), Roemeens-Amerikaans acteur
- Cătălina Ponor (1987), turnster
- Alexandra Stan (1989), zangeres
- Alex Florea (1991), zanger
- Simona Halep (1991), tennisster
- Cristian Manea (1997), voetballer